# Piedra de Pilato
La piedra de Pilato es una inscripción tallada en piedra caliza atribuida a Poncio Pilato, un prefecto romano que gobernó la provincia romana de Judea entre los años 26 y 36 d. C. Fue descubierta en 1961, en el yacimiento arqueológico Cesarea Marítima. La inscripción es muy significativa porque es aceptada como un hallazgo arqueológico, una auténtica inscripción romana del siglo I con el nombre de Poncio Pilato.

## Características
Esta emblemática piedra dedicada a Pilato concuerda con lo que se conoce de su carrera y su vida. En consecuencia, la escritura constituye el registro más antiguo que sobrevive, con datos sobre la existencia histórica de esta persona; también conocida desde el Nuevo Testamento y mencionado en las historias romanas.
Es probable que el poder y la soberanía de Poncio Pilato se desarrollara en Cesarea Marítima, la «residencia gubernamental y sede militar» a partir de 6 a. C., donde se descubrió la piedra, y viajó a Jerusalén.
La piedra de Pilato original se encuentra en el Museo de Israel, ciudad de Jerusalén. También se conocen otras réplicas que pueden encontrarse en el Museo Arqueológico de Milán, Italia. La piedra, junto con otros objetos han sido expuestas en varios museos con el fin de conocer más a fondo temas relacionados con la religión.
La inscripción fue descubierta por el doctor Antonio Frova, junto a sus asistentes y colaboradores, después de una serie de investigaciones, trabajos y excavaciones en el teatro de Cesarea.

## Inscripción
El bloque parcialmente dañado muestra una dedicatoria al Culto imperial de Augusto y Livia («Divi Augusti »). Se cree que la inscripción permaneció en un templo llamado «Tiberium», edificación construida en honor a Tiberio. Se ha considerado auténtico, debido a que fue descubierto en la ciudad costera de Cesarea, que era la capital de la provincia de Judea, durante el tiempo en el que Poncio Pilato ejerció como Gobernador romano.

### Escritura
Parte de la inscripción dice:

[DIS AUGUSTI]S TIBERIÉUM
[...PO]NTIUS PILATUS
[...PRAEF]ECTUS IUDA[EA]E
[...FECIT D]E[DICAVIT]

Nota: Está escrita en latín.

## Descubrimiento
El bloque de piedra caliza fue descubierto en junio de 1961 por varios arqueólogos italianos dirigidos por el Dr. Antonio Frova, mientras encontraban un teatro romano, una antigua edificación construida por decreto de Herodes I el Grande (c. 30 a. C.). La piedra había sido reutilizada en el siglo IV como parte de un conjunto de escaleras que conducen a los asientos. El teatro está ubicado en la ciudad Cesarea Marítima.